# Henry Wells (général)
Pour les articles homonymes, voir Henry Wells et Wells.
Le lieutenant-général Sir Henry Wells (né le 22 mars 1898, mort le 20 octobre 1973) était un officier supérieur de l'armée australienne. Chef d'État-Major général de 1954 à 1958, la carrière de Wells culmina avec sa nomination en tant que premier Président du comité des chefs d'État-Major, une position qui faisait de lui le chef professionnel de l'armée australienne. Il servit en tant que tel de mars 1958 jusqu'à sa retraite en mars 1959.
Né à Victoria en 1898, Wells commença sa carrière dans l'armée australienne en entrant en 1916 au Collège militaire royal de Duntroon, dont il sortit lieutenant trois ans plus tard. Il eut différentes fonctions dans l'instruction et le personnel et était officier d'État-Major à la 7e Division lorsque la Seconde Guerre mondiale éclata. Wells fut promu lieutenant-colonel et officier de liaison senior au 1er corps. Après avoir servi en Grèce et en Afrique du Nord, il fut décoré de la Distinguished Service Order pour son commandement à El Alamein. Transféré au théâtre d'opérations du Pacifique du Sud Ouest en 1943 comme brigadier, il servit dans la campagne de Nouvelle-Guinée avec le quartier général du 2e corps, puis avec le 1er corps lors de la campagne de Bornéo. 
Wells fut promu major-général en 1946 et nommé remplaçant chef de l'état major général. Après avoir été promu lieutenant général, il fut nommé commandant en Chef des Forces du Commonwealth en Corée de 1953 à 1954, jusqu'aux derniers jours de la guerre. Pendant sa retraite, Wells était directeur de plusieurs sociétés. Il mourut en 1973 à Yarrawonga, âgé de 75 ans.

## Jeunesse et carrière
Wells est né dans la ville victorienne de Kyneton le 22 mars 1898. Il était le cadet des sept enfants d'Arthur Wells, un drapier, et de sa femme Elizabeth Wells (née Carter). À sa sortie de la Kyneton High School, Wells intégra le Royal Military college, à Duntroon, en février 1916, où il se distingua dans le sport. À sa sortie du Royal Military College en décembre 1919, il fut intégré comme lieutenant dans l'armée australienne, et envoyé en Angleterre pour parfaire sa formation.
De retour en Australie, Wells fut nommé adjudant et quartier-maître du 8e régiment de cavalerie légère en 1921. L'année suivante, il fut affecté au 9e régiment de cavalerie légère. En février 1926, Wells fut brièvement nommé major de brigade de la 6e brigade de cavalerie, avant de devenir instructeur à l'école des armes légères de Sydney, en juillet. Le 14 décembre de la même année, Wells épousa Lorna Irene Skippen à l'église anglicane St John de Cessnock. Deux fils naquirent de leur union.
En 1927, Wells fut affecté au Royal Military College de Duntroon comme commandant de compagnie et promu au rang de capitaine en décembre de cette même année. De retour à l'école des armes légères en 1931 en tant qu'instructeur, il fut envoyé en Angleterre où il suivit les cours du Staff College de Camberley entre 1935 et 1936. De retour en Australie, Wells fut promu adjudant et quartier-maître du troisième et quatrième bataillion, puis major de brigade de la première brigade d'infanterie. En 1938, il fut réaffecté au Royal Military College de Duntroon comme professeur de tactique.

## Seconde guerre mondiale

### Grèce et Afrique du Nord
Le 15 mai 1940, Wells fut transféré au Second Australian Imperial Force pour service actif pendant la seconde guerre mondiale. Promu au rang de major, il fut posté au QG de la 7e division. Wells se dirigea au Moyen-Orient avec cette division, où, à son arrivée en décembre 1940, il fut promu au rang de lieutenant colonel et officier de liaison senior au 1er Corps. À ce moment-là, la 6e division australienne et le quartier général du 1er corps furent réaffectés pour servir dans la campagne de Grèce.
Wells arriva en Grèce le 7 mars 1941 avec un détachement de l'état major du Lieutenant Général Sir Thomas Blamey. Le 10 avril, un plan fut mis au point, consistant à retirer les troupes grecques et du Commonwealth de leurs positions sur le col de la Verria dans les montagnes de Vermion et à les placer sur la rivière Aliakmon. Blamey détacha Wells pour coordonner le déplacement de la 12e division grecque à l'ouest de leur nouvelle position,. Le retrait commença le 12 avril, mais leur mouvement fut ralenti à cause d'un manque de véhicules et la division n'arriva que tard le soir du jour suivant. Pendant ce temps, Wells voyagea entre le quartier général du 1er corps et la 12e division grecque, organisant et coordonnant le déplacement de la division, malgré de fréquentes attaques aériennes sur les routes.
Le 24 avril 1941, il quitta la Grèce avec le reste de l'état major du 1er Corps pendant le retrait britannique et du Commonwealth. Loué pour ses « talents évidents, son habileté et son énergie », pour inspirer « de la confiance mutuelle et de la bonne volonté au sein des forces alliées », Wells est proposé pour le Distinguished Service Order, mais est subséquemment nommé Officier de l'Ordre de l'Empire britannique pour ses actions en Grèce. L'annonce de cette distinction fut publiée dans un supplément à la London Gazette le 30 décembre 1941. Le brigadier Stanley Savige dit plus tard de l'attitude de Wells durant la campagne : « infatigable dans ses longs voyages, utile de toutes les manières possibles, et courageux en toutes circonstances ». Pour son service « vaillant et distingué », Wells fut également « mentioned in Dispatches ».
Après la Grèce, l'état major du 1er Corps retourne en Palestine. Wells fut fait General Staff Officer, deuxième grade (GSO2), commandant remplaçant chargé de la planification des opérations. Le 1er Corps fut mis en état d'alerte en vue de prendre part à la campagne de Syrie-Liban, bien que depuis que Blamey eut été promu commandant remplaçant de pour le Moyen-Orient, le corps n'avait pas d'officier commandant. Le général Sir Henry Maitland Wilson — commandant britannique en Palestine et Transjordanie — pensait que le manque d'équipement de transport et de signalisation du 1er Corps l'empêchait d'emblée de participer à la campagne. En conséquence, Wilson tenta d'exercer son commandement depuis l'hôtel King David, ce qui se révéla être une grave erreur, son personnel étant pris dans des questions politiques et administratives, et trop éloigné des champs de bataille pour exercer le niveau de commandement requis. Après une série de revers, l'état major du 1er Corps fut remplacé le 18 juin, et le Lieutenant Général John Lavarack prit le commandement le jour même. Lavarack se mit à regrouper ses forces, concentrant la 7e division pour une poussée décisive à Beyrouth. D'âpres combats furent nécessaire avant que la campagne ne se conclut positivement.
Promu colonel, Wells devint General Staff Officer, 1er grade (GSO1) de la 9e division en novembre 1941. En tant que tel, il était responsable de l'ensemble des activités du personnel. Le 28 juin 1942, Wells accompagna le lieutenant général Sir Leslie Morshead (commandant de la 9e division) au Caire, où ils reçurent l'ordre de charger la 9e division de la défense du Caire. Les deux hommes passèrent la nuit et le lendemain à organiser le déplacement, avant que Morshead ne reçoive de nouvelles instructions le 30 juin annulant l'ordre de défendre Le Caire et ordonnant le départ de la division pour Alexandrie, qui eut lieu le 1er juillet.  Deux jours plus tard, il fut décidé que la 24e brigade d'infanterie serait envoyée en renfort à El Alamein. La brigade manquait d'équipement, et Wells passa la journée l'équiper et à superviser sa préparation. La brigade partit le lendemain. L'état major de la division partit pour El Alamein le 7 juin, et fut placée sur le flanc nord de la ligne de front britannique. L'unité passa ensuite le reste du mois engagée contre les forces de l'Axe dans la région. Pour son « service distingué » durant cette période, Wells fut à nouveau « mentioned in Dispatches ».
Le 23 octobre 1942, les forces britanniques et du Commonwealth sous le commandement du lieutenant général Bernard Montgomery lancent une offensive contre les forces de l'Axe à El Alamein. La 9e division prit part à la bataille, et fut initialement chargée de la capture d'une partie de la ligne Oxalic. Les douze jours suivants, les Australiens apportèrent une importante contribution à l'assaut, la 9e division étant sous la coordination de Morshead et son staff. La capture fut effective le 4 novembre. Loué pour ses « capacités de haut niveau », Wells fut décoré du Distinguished Service Order pour son effort dans l'entraînement et la préparation de la division avant la bataille, en plus de son travail pendant l'engagement. L'ordre de la décoration fut notifiée dans un supplément de la London Gazette le 11 février 1943.
À la fin de novembre 1942, les membres de la 9e division retournèrent en Palestine. En janvier, l'unité embarqua d'Afrique du Nord et regagna l'Australie en préparation pour l'opération contre les Japonais dans le Pacifique du Sud-Ouest.

### Pacifique du Sud-Ouest
Wells fut de retour en Australie en février 1943. Le 15 mars, Morshead est nommé commandant du IIe Corps, et Wells est transféré en même temps que lui à l'état major général comme Brigadier, General Staff. Il est promu brigadier temporaire en avril 1943. À ce moment, les troupes de combat du IIe Corps entreprirent un entraînement amphibie et dans la jungle en préparation pour leur déploiement prévu en Nouvelle Guinée. Wells prit une part active à l'organisation de ces exercices, avant de partir en octobre rejoindre l'état major du IIe Corps en Nouvelle Guinée.
Le mouvement du IIe Corps coïncida avec de durs combats autour de la Péninsule de Huon et les Monts Finisterre. Wells contribua à la planification et à la coordination des opérations les mois suivants, qui culminèrent avec la prise de Madang en avril 1944. Wells reçu sa troisième Mention in Dispatches à cette occasion pour son « service exceptionnel sur le terrain ».
En avril 1944, le IIe Corps fut renommé 1er Corps et rentra en Australie, où il s'établit sur le Plateau d'Atherton dans l'État du Queensland. Le mois suivant, Wells se rendit à l'état major du Land Command à Sydney, où il participa à une conférence sur la nomination de cadres. Il retourna au 1er Corps 11 jours plus tard. Pendant cette période, Wells s'occupait à nouveau de l'organisation de l'entraînement de l'unité au large de la côte dans le Queensland, avant d'obtenir une période de repos en août, jusqu'au 26 septembre. Le 19 juillet 1945, Wells fut promu au grade de Commandeur de l'Ordre de l'Empire britannique pour son « habileté exceptionnelle et son dévouement remarquable à servir », ainsi que pour l'« aide précieuse » qu'il a apportée tout au long de la Campagne de Guinée au Commandant-en-chef des forces de Nouvelle Guinée.